# 冼村街道
冼村街道是冼村基礎上建立的建制，為广东省广州市天河区所辖的一个街道，始设于1999年12月29日。原統計數據辖区总面积4.07平方公里，下辖7个社区，总人口4.02万人，其中常住人口1.1万人，外来人口2.91万人。2007年，广州市规划局宣布，全面改造猎德村、冼村、谭村、康乐村和杨箕村五个“城中村”，冼村在2009年開始捲入拆遷。
因為動遷，原村長村支書舉家移民澳大利亞，高德置地的蘇萌則遠走泰國，廣州原副市長曹鑒燎也由於冼村的動遷工程牽涉問題而被判刑。隔壁是廣州地價最昂貴的地方珠江新城。地皮現被保利地產接盤，冼村也被繪有諸多描繪「新冼村」的標語的圍板圍蔽。

## 行政区划
冼村街道下辖以下地区：
冼村社区、杨箕东社区、新庆村社区、跑马地花园社区、潭骏社区、金城社区和金园社区。

## 交通

### 地铁
- █广州地铁3号线：珠江新城站
- █广州地铁10号线：杨箕东站
- █广州地铁18号线：冼村站
- █珠江新城旅客自动输送系统：黄埔大道站、妇儿中心站、花城大道站